# Balaur bondoc
Balaur bondoc é uma espécie de dinossauro terópode do clado Avialae. É a única espécie descrita para o gênero Balaur. Ocorreu no fim do período Cretáceo na área correspondente à atual Romênia. Seu nome é uma homenagem a uma criatura dracônica pertencente ao folclore romeno, o Balaur, e significa, na língua romena, "dragão compactado". Descrito oficialmente em Agosto de 2010, é visto como "uma versão mais encorpada do velociraptor".

## Descoberta
Os primeiros ossos pertencentes a um Balaur bondoc foram descobertos no final da década de 1990 na Romênia, mas a morfologia do dinossauro era tão invulgar que os cientistas que o descobriram foram incapazes de reunir a ossada e formar o início do que seria seu esqueleto. O primeiro esqueleto parcial só seria descoberto em Setembro de 2009, também na Romênia, pelo geólogo e paleontólogo Mátyás Vremir. Representando o Museu Nacional de História da Transilvânia, Vremir descobriu o esqueleto a aproximadamente 2,5 km a norte da cidade de Sebeş, próximo ao rio homônimo, e a nomeou provisoriamente de SbG/A-Sk1. Enviada para análise na Universidade de Bucareste, a descoberta foi descrita em 31 de agosto de 2010 na revista científica Proceedings of the National Academy of Sciences.

## Descrição e comportamento
Estima-se que o Balaur terá vivido aproximadamente há 70 milhões de anos, durante o período Cretáceo. Seus ossos eram mais curtos e mais pesados do que os de outros exemplares da família Dromaeosauridae e, de forma distinta destes - que geralmente possuem uma única garra em formato de foice - possuía duas garras retráteis no primeiro e segundo dedo de cada membro inferior. Adicionalmente, é considerado o mais completo dinossauro terápode com características do clado Avialae, durante o período Cretáceo, na Europa, além de um grande número de autapomorfias
O esqueleto parcial descoberto — uma variedade de vértebras e boa parte dos ossos peitorais e pélvicos - foi encontrado na várzea do rio Sebeş, na Romênia, numa área de argilito vermelho e é a primeira de seu tipo encontrada razoavelmente preservada. No final do período Cretáceo, grande parte da Europa encontrava-se fragmentada em ilhas menores, e um grande número de características bizarras teriam resultado dessas condições atípicas a que os animais eram impostos. Espécies isoladas em ilhas estão mais sujeitas à deriva genética e ao efeito fundador, o que pode aumentar exponencialmente o efeito das mutações, que costumam "diluir-se" em populações maiores. Análises filogênicas colocam o Balaur como semelhante às espécies asiáticas de Velociraptor, que possuem tamanho equivalente. Entretanto, cerca de vinte características sem semelhança com outras espécies foram observadas no Balaur, incluindo pernas e pés mais curtos e fortes, maiores porções musculares na área pélvica, e outras distinções que denotam uma maior adaptação para uso da força, e não da velocidade. Na visão de Csiki, "um dramático exemplo da morfologia aberrante que é desenvolvida na taxonomia de ilhas".
Sobre seu comportamento, pouco é conhecido, e embora seja considerado muito difícil o estabelecimento de seus hábitos predatórios e alimentares, Csiki especula que o Balaur se posicionaria como o superpredador do ecossistema da ilha em que habitava, uma vez que nenhum outro dinossauro encontrado na região teria dentes maiores que os dele. As duas garras em formato de foice também contribuem para esse entendimento, e seriam utilizadas para dilacerar suas vítimas. Um dos descobridores originais chegou a descrevê-lo, numa comparação com o Velociraptor, "parecia-se mais com um kickboxer do que com um velocista", e deveria ser capaz de caçar animais maiores do que ele.